# Brinkmanship
La brinkmanship è una pratica di pressione psicologica, praticata al fine di cercare di ottenere un risultato vantaggioso, spingendo in avanti situazioni pericolose fino a condurle sull'orlo del precipizio di un conflitto attivo. Si verifica nella politica internazionale, nella politica estera, nei rapporti di lavoro e nella strategia militare (in contesti contemporanei) che implicano, ad esempio, la minaccia di ricorso al conflitto armato,  o all'impiego di armi nucleari, e le controversie con possibili esiti catastrofici.
Questa condotta si prefigge di portare la situazione dell’avversario al limite della pressione prima del momento dell'azione con la finalità di indurlo ad arrendersi o a fare concessioni. Questo risultato può essere raggiunto attraverso manovre diplomatiche creando l'impressione che si sia disposti ad utilizzare metodi estremi piuttosto che cedere. Durante la guerra fredda, la minaccia della forza nucleare è stata spesso utilizzata come una tale misura di pressione crescente.
Nel caso pratico, il brinkmanship consiste nel muovere truppe con grande dispiego di mezzi e aggressività come se si volesse muovere guerra senza negoziare, ma si spera segretamente di vincere senza combattere piegando psicologicamente l’avversario.
Scriveva Carl von Clausewitz: "l'aggressore è amante della Pace, egli vorrebbe conquistare le nostre case senza sparare un sol colpo" (Della guerra, CAP V della superiorità della Difesa strategica).
Vedasi anche Risk-Taking, ovvero rischio calcolato, politica del rischio calcolato - political brinkmanship.